# Kirche Hl. Großmärtyrer Dimitri (Šamac)
Die Kirche Hl. Großmärtyrer Dimitri (serbisch: Црква светог великомученика Димитрија, Crkva svetog velikomučenika Dimitrija) 
in der Stadt Šamac, früher Bosanski Šamac genannt, ist eine serbisch-orthodoxe Kirche im Norden von Bosnien und Herzegowina.
Die dem Hl. Großmärtyrer Dimitri geweihte Kirche, wurde von 1925 bis 1934 erbaut und ist die Pfarrkirche der Pfarreien Šamac I und II im Dekanat Modriča-Gradačac der Eparchie Zvornik-Tuzla der Serbisch-Orthodoxen Kirche.

## Lage
Die Kirche steht in der Hauptstraße Ulica Cara Dušana 25, im westlichen Zentrum, der um die 5.500 Einwohner zählenden Stadt Šamac in der gleichnamigen Opština im nördlichsten Bosnien an der Grenze zu Kroatien. Bei Šamac mündet der Fluss Bosna in die Save, die hier die Grenze zwischen den beiden Ländern bildet.
Die Opština Šamac liegt in der Republika Srpska, dem überwiegend serbisch bewohnten Landesteil Bosniens und der Herzegowina. An der gegenüberliegenden Straßenseite steht die römisch-katholische Herz-Jesu-Kirche. Unweit der Kirche steht auch das Krankenhaus der Stadt und die Stadtmoschee.

## Geschichte

### Die alte Kirche der Stadt
1879 wurde die erste serbische Schule in der Stadt eröffnet. 1882 wurde aus dieser alten Schule die erste Serbisch-orthodoxe Kirche von Šamac erbaut, diese befand sich etwas östlich der heutigen Kirche. Sie musste in den frühen 1920er Jahren wegen Baufälligkeit abgerissen werden. 

### Bau und Einweihung der heutigen Kirche
Als Ktitoren (Stifter) der neuen heutigen Kirche gelten Mara Aleksić und Tošo Stavrić. 
Frau Mara Aleksić schenkte für das Seelenheil ihres verstorbenen Ehegatten, der Kirchgemeinde der Stadt ein Bauland von 10.000 m². Dort befindet sich heute der Serbisch-orthodoxe Friedhof von Šamac mit der Kapelle Hl. Großmärtyrer Zar Lazar und alle serbischen Neumärtyrer  erbaut von 1993–1994. Die alte Friedhofskirche wurde im Bosnienkrieg 1992 von kroatischen-bosniakischen paramilitärischen Einheiten zerstört. Die ältesten Grabmäler auf dem Friedhof stammen aus dem 19. Jahrhundert. 
Der Bau der Kirche begann am 17. Juni 1925. Am 9. August des gleichen Jahres, weihte der Priester Dimitrije Dimitrijević, mit dem Segen des Bischofs der Eparchie Šabac Mihailo (Urošević) in Serbien die Kirchenfundamente ein. Bischof Mihailo (Urošević) hatte zu jener Zeit die Administration der Eparchie Zvornik-Tuzla inne.
Nach neunjähriger Bauzeit wurde die Kirche am 25. November 1934 vom damaligen Bischof der Eparchie Zvornik-Tuzla Nektarije (Krulj) feierlich eingeweiht. In der Kirche wird ein wertvolles Evangelium aufbewahrt aus dem Jahre 1939 das in Russland gedruckt wurde.

### Zweiter Weltkrieg und Jugoslawische Sozialismuszeit
Im Zweiten Weltkrieg (1939–1945) wurde die Kirche schwer beschädigt. Von 1968 bis 1970 wurde sie renoviert, damals wurde auch das 200 m² große Pfarrhaus erbaut mit einem großen Festsaal.

### 1990er Jahre
Im Bosnienkrieg (1992–1995) wurde die Kirche Hl. Großmärtyrer Dimitri durch Granaten und Gewehrkugeln der kroatisch-bosniakischen Armee schwer beschädigt. Von 1998 bis 2000 wurde die Kirche renoviert, damals wurde ein neuer Kirchboden aus Granitsteinen und mit Fußbodenheizung gelegt, die Fassade erneuert und die Kirche bekam neue Fresken.

### Balkanflut 2014
Bei der großen Überschwemmung auf dem Balkan (Balkantief Yvette) im Mai 2014 erlitt die Kirche großen Schaden. Die wertvollen 26 Ikonen des akademischen Malers Roman Petrović und Kirchenbücher wurden schwer beschädigt. Auch die anderen Kirchen der Kirchgemeinde in den umliegenden Dörfern wurden schwer beschädigt. 
Der entstandene Schaden in der Kirche beläuft sich auf 380.000 bosnische KM, ungefähr 190.000 Euro. Die Beseitigung der Schäden läuft schleppend voran. 

## Architektur

### Baustil und Baudimensionen
Die Kreuzkuppelkirche mit den Dimensionen 18,18 х 16,3 m ist aus Kleinziegeln im serbisch-byzantinischen Stil erbaut worden und mit Kupferplatten abgedeckt worden. Die Kirche besitzt eine große Hauptkuppel inmitten des Kirchenschiffs an der Kreuzung der Seitenarme der Kirche und zwei kleinere Kuppeln an der Westseite der Kirche, die die Hl. Dreifaltigkeit symbolisieren.
Das Kirchengebäude besitzt eine Altar-Apsis im Osten, jeweils eine Konche an der Nord- und Südseite und einem freistehenden 37 m hohen Kirchturm neueren Datums mit vier Glocken. Der Kirchturm besitzt die Dimensionen 12 х 12 m und wurde am 8. November 2007 vom damaligen Bischof der Eparchie Zvornik-Tuzla Vasilije (Kačavenda) eingeweiht.

### Die Ikonen, Fresken und die Ikonostase
Von 2009 bis 2012 wurde das Kircheninnere von Nikola Đurović aus der serbischen Stadt Kosjerić neu mit byzantinischen Fresken auf Trockenmörtel verziert. Die neue Ikonostase aus Nussbaumholz wurde von Simo und Đorđe Krstanović beide aus Šamac stammend, nach dem Entwurf des Architekten Bogdan Đukić aus Tuzla geschnitzt. 
Die alten künstlerisch wertvollen Ikonen im Barock-Stil der alten Ikonostase wurden vom akademischen Maler Roman Petrović aus der bosnisch-herzegowinischen Hauptstadt Sarajevo in der Öl auf Leinwand Technik gemalt. Die neuen Ikonen auf der neuen Ikonostase wurden von Nikola Đurović gemalt.

## Gemeindeleben der Kirchgemeinde Šamac

### Kirchbücher
Die Kirch- bzw. Gemeindebücher der Gemeinde werden seit deren Gründung im Jahre 1879 geführt. Genauso werden die Taufbücher und die Bücher der Vermählten seit dieser Zeit geführt. Nach dem Zweiten Weltkrieg wurden die Bücher von den kommunistischen Behörden entwendet. Später wurden sie allerdings zurückgegeben, wobei es zu Verlusten kam. Informationen fehlen zu den Jahren 1913 bis 1917 und 1948 bis 1952.

### Kirchenchor
Die Kirche besitzt seit 1994 ihren eigenen Kirchenchor. Der Kirchenchor Heruvimi (Cherubimi) feiert als seine Slava, einen der bekanntesten und wichtigsten Heiligen der Serbisch-orthodoxen Kirche, den Heiligen Vasilije Ostroški den Wundertäter. Leiter des Kirchenchors ist der Lehrer Rade Bosić. 
2012 gewann der Chor die goldene Medaille beim Chorwettbewerb, zu den im Mai stattfinden geistlichen Festlichkeiten der Stadt Bijeljina im Osten Bosniens und Herzegowinas.

### Caritative und Freizeitliche Angebote
Die kirchlich-caritative Frauenorganisation der Serbisch-orthodoxen Kirche das Kolo srpskih sestara wurde 1993 gegründet. Ihre Vorsitzende ist Đurđina Bosić und die Organisation trägt den Namen Kosovska djevojka in Šamac.
Die Jugendgemeinschaft zum Hl. Sava von Serbien wurde 2008 gegründet und nimmt bei humanitären Hilfen und geistlichen Veranstaltungen teil. Die serbische Falkengemeinschaft zum Hl. Basilius dem Großen wurde 1993 von Priester Jovo Lakić gegründet. Diese Gemeinschaft hält die traditionellen Gewohnheiten der Serben am Leben. 2010 wurde auch eine Ikonenmalerei gegründet.

## Priester der Kirche

### 19. Jahrhundert
In chronologischer Reihenfolge werden die Priester der Pfarrei Šamac aufgezählt. Erster Priester war Jaćim Stefanović von 1879 bis 1883, 1883 waren Đorđe Stefanović und Đorđe Petković Pfarreipriester. Von 1893 bis 1896 war Tošo Đokić Pfarreipriester. Ihm folgte von 1896 bis 1902 Stevan Popović.

### 20. Jahrhundert
Von 1902 bis 1933 war Dimitrije Dimitrijević Pfarreipriester der sich maßgeblich für den Bau der heutigen Kirche einsetzte. Auf Priester Dimitrijević, folgten von 1934 bis 1938: Svetozar Popović und Vojislav Gajić. Von 1938 bis 1939 diente in der Pfarrei Strahinja Svitlić. Während des Zweiten Weltkrieges gab es keine Serbisch-orthodoxen Priester in der Stadt. Nach dem Krieg diente Svetozar Lazarević aus dem Dorf Crkvina in der Pfarrei. Ihm folgte Dimitrije Blažić. 
Von 1950 bis 1967 folgte Stojan Tasić. Ab 1968 bis 1970 war Pfarreipriester Sofronije Rakitić. Milan Pajkanović war von 1970 bis 1975 Priester. Đoko Jović folgte von 1975 bis 1980. Dragan Kainović von 1980 bis 1991. 

### 21. Jahrhundert
Von 1991 bis 2012 war Jovo Lakić Pfarreipriester. Und jetziger Pfarreipriester seit 2012 ist Miodrag Stevanović.

## Quelle
- Artikel über die Kirche auf der Seite der Eparchie von Zvornik-Tuzla, (serbisch)
- Artikel über die Flutschäden auf der Seite Glas Regije, (serbisch)

Koordinaten: 45° 3′ 37,31″ N, 18° 27′ 55,63″ O